# Heptabrachia ctenophora
Heptabrachia ctenophora är en ringmaskart som beskrevs av Ivanov 1962. Heptabrachia ctenophora ingår i släktet Heptabrachia och familjen skäggmaskar. Inga underarter finns listade i Catalogue of Life.